# Arancino
L'arancino (arancinu o arancina en sicilià, segons la regió, en plural arancini o arancine respectivament) és una especialitat de la cuina siciliana. Es tracta d'una bola d'arròs fregida, d'un diàmetre entre 8 i 10 cm, i en la recepta tradicional farcida de ragú, mozzarella i pèsols. El seu nom deriva de la forma i color típics, que recorda a una taronja (arancia en italià o arancìu en sicilià). Cal dir que en la part oriental de l'illa, en comptes de tenir una forma esfèrica, pot ser cònica.

## Història
Sembla que hauria estat importat pels àrabs, que acostumaven a menjar arròs amb safrà (el que li dona el color taronjós) condimentat amb herbes i carns. L'empanat cruixent, assegurava una conservació òptima tant de l'arròs com dels condiments, i de fàcil transport. Potser des de llavors, aquest àpat s'ha caracteritzar com un menjar per emportar, possiblement en anar a treballar al camp.
El 13 de desembre de cada any és tradició a Palerm festejar el dia de Santa Llúcia, en què hom s'abstindria d'ingerir aliments amb base de farina i optant doncs pels arancini (de tota mena i dimensions) i cuccìa.

## Preparació
Es cou l'arròs al dente per tal d'arrodonir-lo i es barreja amb mantega i formatge pecorino i, a continuació, es deixa refredar en un marbre. Formats de disc d'aquesta pasta es troben al centre de cada porció de farciment i embolcall. A continuació es passen amb ou batut i pa ratllat per a ser llavors fregits.
A Palerm i Catània s'utilitza generalment safrà per donar-li un color daurat a l'arròs, molt compacte i ben separat del farciment, al contrari del que passa a la zona de Messina, on s'utilitza salsa en lloc del safrà —més car.

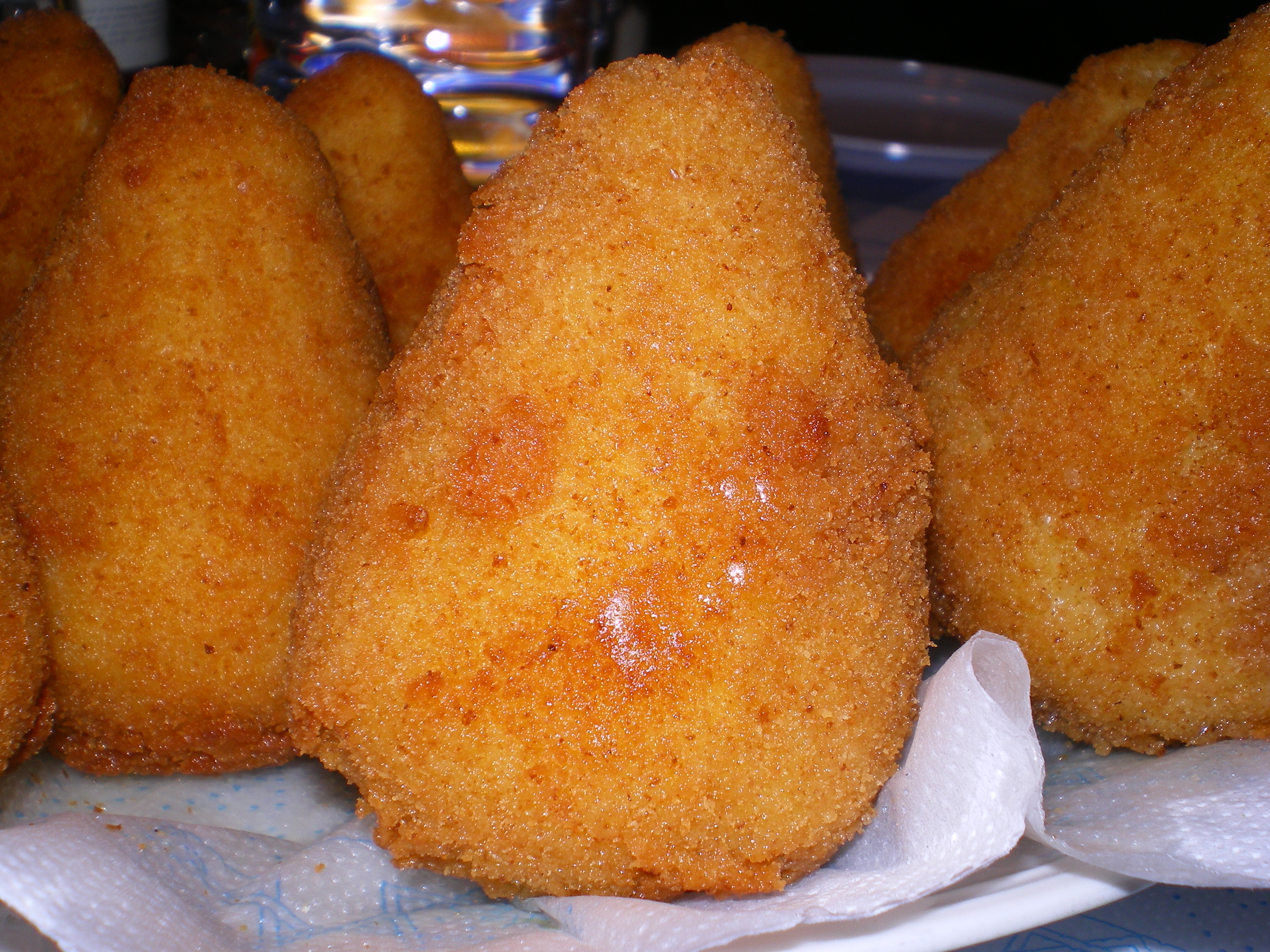
Arancini de Messina

## Tipologia
Els arancini més difosos a Sicília són aquells amb carn (amb ragú, pèsols i carrotes), com també amb mantega (amb mozzarella, pernil i beixamel) o espinacs (condimentats també amb mozzarella).
Altres varietats poden tenir albergínia, marisc o peix i, fins i tot, xocolata. Per tal de diferenciar els diferents gustos abans de menjar-los, poden elaborar-se en diferents formes.

## Curiositats
El personatge de ficció Comissari Montalbano, protagonista d'una sèrie de novel·les de l'escriptor Andrea Camilleri al llibre Gli arancini di Montalbano, ha estat un dels principals difusors d'aquest plat internacionalment.